# Mohamed Abdulrahman
Mohamed Abdulrahman Al-Amoodi (né le 4 février 1989 à Al Ain aux Émirats arabes unis) est un footballeur émirati. Il évolue au poste d'attaquant avec Al Ain Club en compagnie de ses frères Omar et Khaled.

## Carrière
- Depuis 2008 : Al Ain Club ( Émirats arabes unis)[4]

## Palmarès

### Club
- Champion des Émirats en 2012 et 2013 et 2015 avec Al Ain
- Vainqueur de la Coupe des Émirats en 2009 avec Al Ain
- Vainqueur de la Supercoupe des Émirats en 2009 et 2012 avec Al Ain

### En sélection nationale
- Troisième de la Coupe d'Asie 2015.